# 垂水市消防本部
垂水市消防本部（たるみずししょうぼうほんぶ）は、鹿児島県垂水市の消防部局（消防本部）。管轄区域は垂水市全域。

## 概要
- 消防本部：鹿児島県垂水市上町112番地2
- 管内面積：162.02km2
- 職員数：44人
- 消防署1カ所、分遣所1カ所

### 主力機械
2015年4月1日現在
- 消防ポンプ自動車：1
- 水槽付消防ポンプ自動車：3
- 小型動力ポンプ積載車：1
- 電源照明車：1
- 指令車：1
- 広報車：1
- 救急車：3

## 沿革
- 1969年4月1日　垂水市消防本部・垂水市消防署を設置する。
- 1977年4月1日　牛根分遣所を開設する。
- 2002年9月1日　新消防庁舎が落成し移転する。

## 組織
- 本部 - 総務課、警防課
- 消防署 - 第1分隊、第2分隊、分遣所

## 消防署
| 消防署       | 住所         | 分遣所                 |
| ------------ | ------------ | ---------------------- |
| 垂水市消防署 | 上町112番地2 | 牛根：二川牟田552番地7 |